# Ciliospora albida
Ciliospora albida är en svampart som först beskrevs av Massee & Crossl., och fick sitt nu gällande namn av Grove 1937. Ciliospora albida ingår i släktet Ciliospora, divisionen sporsäcksvampar och riket svampar.   Inga underarter finns listade i Catalogue of Life.